# منتخب تايبيه الصينية تحت 18 سنة لهوكي الجليد للرجال
منتخب تايبيه الصينية تحت 18 سنة لهوكي الجليد للرجال هو ممثل تايبيه الصينية تحت 18 سنة الرسمي في المنافسات الدولية في هوكي الجليد
.